# Herval d'Oeste
Herval d'Oeste là một đô thị thuộc bang Santa Catarina, Brasil. Đô thị này có diện tích 222,405 km², dân số năm 2007 là 18942 người, mật độ 97,5 người/km².